# Castell-Platja d’Aro
Castell-Platja d’Aro – gmina w Hiszpanii, w prowincji Girona, w Katalonii, o powierzchni 21,68 km². W 2011 roku gmina liczyła 10 527 mieszkańców.